# Чешская Википедия
Чешская Википедия (чеш. Česká Wikipedie) — раздел Википедии на чешском языке.
Чешская Википедия была создана в мае 2002 года, но только в июне 2005 года достигла 10 тысяч статей. В декабре 2005 года был перейдён рубеж 20 тысяч. В ноябре 2006 года в чешской Википедии опубликована 50-тысячная, 19 июня 2008 года — 100-тысячная статья, а 16 марта 2022 года — 500-тысячная статья.

## История
Чешская версия была запущена 3 мая 2002 года. В то время все Википедии использовали систему UseMod, но при переходе на новую систему MediaWiki три подраздела (HomePage, Veda, Kultura) не были оригинальными, и были, скорее всего, загружены с английской Вики. Первой сохранённой правкой в чешской Вики является, по видимому, создание Заглавной страницы путём её копирования из UseMod 14 ноября 2002 года.
Основателем и первым администратором стал чешский эсперантист Мирослав Маловец, которого, по собственному признанию, натолкнул на эту мысль американский эсперантист Чак Смит, годом раньше основавший Википедию на эсперанто. Получив от него исходный файл для создания заглавной страницы, Маловец поступил следующим образом:
Текст я отправил другому американскому эсперантисту Брайону Вибберу. Он записал текст в Википедию, и я только после этого увидел, что некоторые вещи перевел неправильно, поэтому просил Брайана сделать изменения. Он мне дал доступ на изменение своих ошибок и таким образом я стал администратором, хотя у меня изначально не было желания исправлять за кем-то другим.Оригинальный текст (чешск.) Text jsem pak poslal jinému americkému esperantistovi Brionu Vibberovi. Ten nahrál text do Wikipedie a já teprve potom viděl, že některé věci jsem přeložil špatně a žádal jsem Briona o opravu. Dal mi právo své chyby opravit a tak jsem se stal „správcem“, aniž bych chtěl opravovat někoho jiného
Некоторое время спустя Маловец отказался от должности администратора в чешской Википедии, полностью сосредоточившись на работе в Википедии на эсперанто.

## Статистика
Чешская Википедия является пятой крупнейшей славянской Википедией (после русской, польской, украинской и сербской). По состоянию на 22 марта 2025 в чешском разделе Википедии были зарегистрированы 692 200 участников, из них 2490 совершили какое-либо действие за последние 30 дней, 33 имеют статус администратора. Общее число правок составляло 24 731 014, а языковой раздел насчитывал 565 373 статьи.
- 3 мая 2002 года — создание чешского раздела[4]
- 20 октября 2003 года — 1000 статей (многие статьи были связаны с темой по эсперанто.)
- Апрель 2004 года — 180 зарегистрированных пользователей[5]
- Июнь 2005 года — 10,000 статей
- Декабрь 2005 года — 20,000 статей[6]
- Ноябрь 2006 года — 30,000 статей[7]
- 18 ноября 2006 года — 50,000 статей
- 19 июня 2008 года — 100 000 статей
- 17 февраля 2010 года — 150 000 статей
- 6 июля 2011 года — 200 000 статей
- 13 декабря 2012 года — 250 000 статей
- 25 июля 2014 года — 300 000 статей
- 2 апреля 2016 года — 350 000 статей
- 10 февраля 2018 года — 400 000 статей
- 3 апреля 2020 года — 450 000 статей
- 16 марта 2022 года — 500 000 статей

## Посещаемость
| Посещаемость чешской Википедии (2020) по данным stats.wikimedia.org | Посещаемость чешской Википедии (2020) по данным stats.wikimedia.org | Посещаемость чешской Википедии (2020) по данным stats.wikimedia.org | Посещаемость чешской Википедии (2020) по данным stats.wikimedia.org | Посещаемость чешской Википедии (2020) по данным stats.wikimedia.org |
| ------------------------------------------------------------------- | ------------------------------------------------------------------- | ------------------------------------------------------------------- | ------------------------------------------------------------------- | ------------------------------------------------------------------- |
| Чехия                                                               |                                                                     |                                                                     | 86 %                                                                |                                                                     |
| Словакия                                                            |                                                                     |                                                                     | 3,8 %                                                               |                                                                     |
| США                                                                 |                                                                     |                                                                     | 2,6 %                                                               |                                                                     |
| Другие                                                              |                                                                     |                                                                     | 7,6 %                                                               |                                                                     |

| Википедия в Чехии по данным stats.wikimedia.org (2020) | Википедия в Чехии по данным stats.wikimedia.org (2020) | Википедия в Чехии по данным stats.wikimedia.org (2020) | Википедия в Чехии по данным stats.wikimedia.org (2020) | Википедия в Чехии по данным stats.wikimedia.org (2020) |
| ------------------------------------------------------ | ------------------------------------------------------ | ------------------------------------------------------ | ------------------------------------------------------ | ------------------------------------------------------ |
| Чешская Википедия                                      |                                                        |                                                        | 69 %                                                   |                                                        |
| Английская Википедия                                   |                                                        |                                                        | 22,6 %                                                 |                                                        |
| Русская Википедия                                      |                                                        |                                                        | 2,6 %                                                  |                                                        |
| Другие                                                 |                                                        |                                                        | 5,8 %                                                  |                                                        |

В 2019 году было отображено более 820 миллионов просмотров страниц чешской Википедии. Среднее значение в день составляло 2 246 828 просмотров, а в месяц — 68 341 004.
С 2016 года круглогодичная посещаемость раздела увеличилась максимум на 3,9 %. В 2020 году, вероятно, из-за пандемии коронавируса и связанного с ней карантина посещаемость выросла на 15 % по сравнению с предыдущим годом.
86 % читателей чешской Википедии проживают на территории Чехии, 3,8 % — в
Словакии, 2,6 % — в США, 1,9 % — в Германии, 0,7 % — в Великобритании, далее шли Польша, Франция, Австрия, Бразилия, Россия и Нидерланды.
В Чехии из всех языковых версий Википедии больше всего просмотров приходится на чешскую Википедию (69 %), английскую (22,6 %), русскую (2,6 %), немецкую (1,5 %), португальскую (0,8 %) и словацкую (0,7 %).
Чешская версия также популярна в соседней Словакии, где на неё направлено 12 % запросов Википедии, и это третья наиболее используемая языковая версия после словацкой (44 %) и английской (34,5 %).

## Проблемы
В чешской Википедии нередко возникают конфликты и войны правок, которые чаще всего затрагивают вопросы чешской истории и названия её современных и исторических границ. Осенью 2005 года в проекте вспыхнул конфликт из-за того, что 2 википедиста (Zvánovec и Tompecina) вносили свой широкий вклад в Википедию, отходя при этом от норм чешской орфографии, что вызвало протест среди других википедистов. По данным на 2008 год самой актуальной проблемой чешской Википедии было массовое нарушение авторских прав (ВП:АП), которое вносится недобросовестными и неопытными участниками, и сложившиеся ситуация, по которой недостаточно эффективно была выработана система борьбы с нарушениями ВП:АП и бездействие администраторов. Чешская Википедия была жёстко подвергнута критике со стороны чешской прессы и общественных деятелей..